# Pterostichus flohri
Pterostichus flohri är en skalbaggsart som beskrevs av Bates. Pterostichus flohri ingår i släktet Pterostichus och familjen jordlöpare. Inga underarter finns listade i Catalogue of Life.